# Kazuhiro Ninomiya
Kazuhiro Ninomiya (Fukuoka, 28 november 1946) is een voormalig Japans judoka. Ninomiya werd wereldkampioen in de open klasse in 1973 twee jaar later verloor hij in de finale van het wereldkampioenschap van zijn landgenoot Haruki Uemura. Ninomiya won tijdens de Olympische Zomerspelen 1976 de gouden medaille in het halfzwaargewicht.

## Resultaten
- Aziatische kampioenschappen judo 1970 in Kaohsiung  in het zwaargewicht
- Wereldkampioenschappen judo 1973 in Lausanne  in de open gewichtsklasse
- Wereldkampioenschappen judo 1975 in Wenen  in de open gewichtsklasse
- Olympische Zomerspelen 1976 in Montreal  in het halfzwaargewicht

1972: Sjota Tsjotsjisjvili ·
1976: Kazuhiro Ninomiya ·
1980: Robert Van de Walle ·
1984: Ha Hyoung-zoo ·
1988: Aurélio Miguel ·
1992: Antal Kovács ·
1996: Paweł Nastula ·
2000: Kosei Inoue ·
2004: Ihor Makarov ·
2008: Tuvshinbayar Naidan · 
2012: Tagir Chajboelajev · 
2016: Lukáš Krpálek · 
2020: Aaron Wolf · 
2024: Zelym Kotsoiev